# Schönbuch und Glemswald

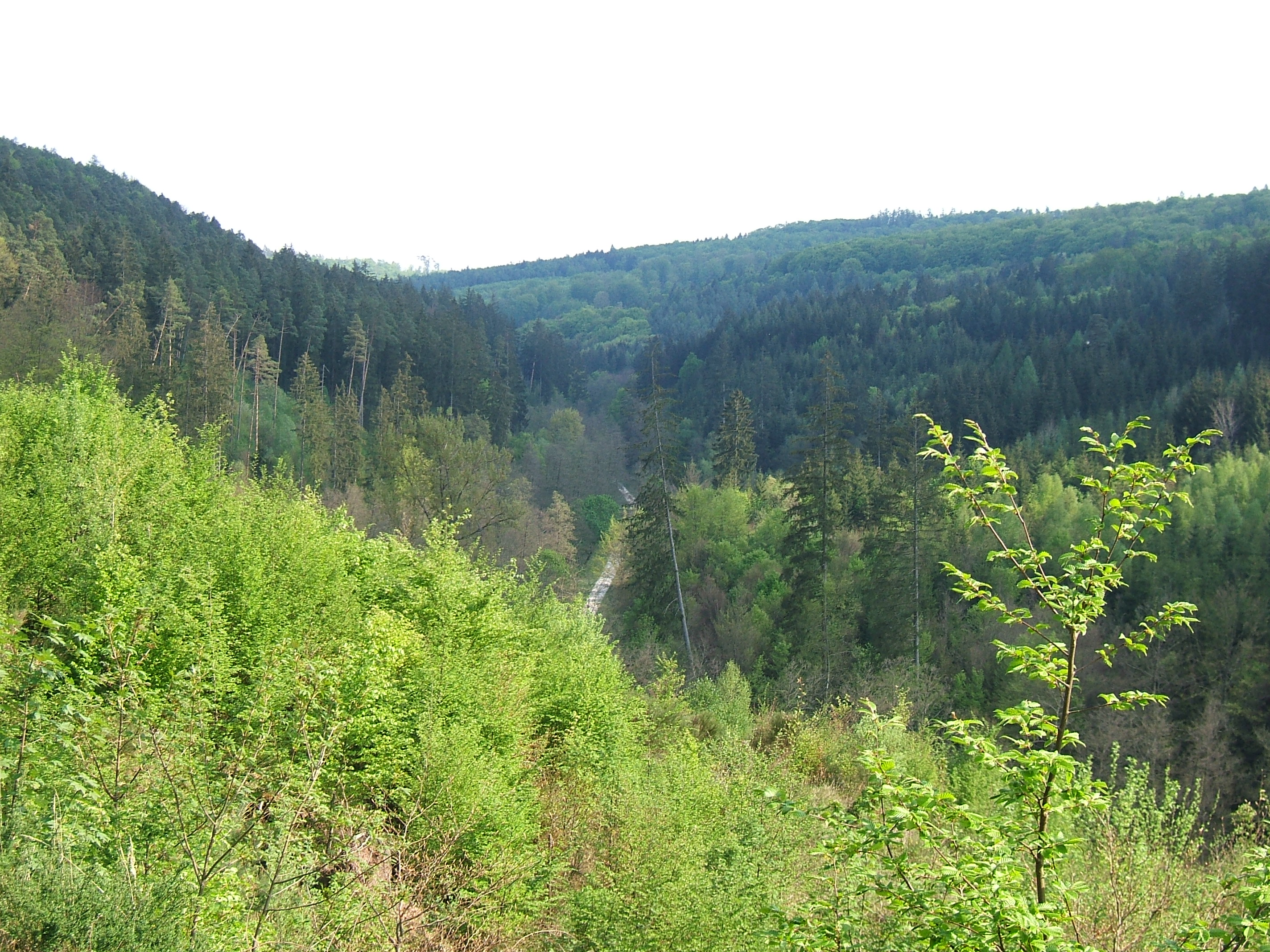
Schönbuch: Goldersbachtal in Richtung Südosten, kurz vor der Teufelsbrücke

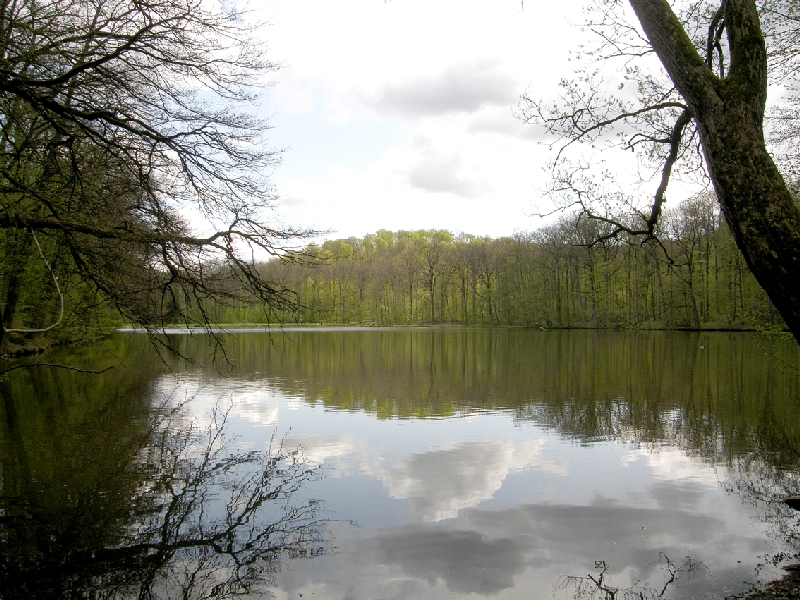
Glemswald: Der Katzenbachsee bei Stuttgart-Büsnau

Der Naturraum Schönbuch und Glemswald ist in der naturräumlichen Haupteinheitengruppe Schwäbisches Keuper-Lias-Land eine Hauptgruppe, die aus dem Schönbuch und dem Glemswald besteht.

## Naturräumliche Gliederung
Die dreistellig nummerierte Haupteinheit teilt sich in folgende Untereinheiten (Nachkommastellen) auf:
- 10 (=D58) Schwäbisches Keuper-Lias-Land
  - 104 Schönbuch und Glemswald
    - 104.1 Schönbuch
      - 104.10 Tübinger Stufenrandbucht
      - 104.11 Rammert
      - 104.12 Südlicher Schönbuch
      - 104.13 Walddorfer Platten
      - 104.14 Holzgerlinger Platte
      - 104.15 Nördlicher Schönbuch

    - 104.2 Glemswald
      - 104.20 Innerer Glemswald
      - 104.21 Glemswald-Randhöhen